# Bunuri mobile din domeniul artă plastică clasate în patrimoniul cultural național al României aflate în județul Vaslui
Acestă listă conține bunurile mobile din domeniul artă plastică clasate în Patrimoniul cultural național al României aflate la momentul clasării în județul Vaslui.

## Tezaur
| Foto | Informații generale                                   | Detalii tehnice                                                   | Descriere | Deținător                      | Legături |
| ---- | ----------------------------------------------------- | ----------------------------------------------------------------- | --- | ------------------------------ | -------- |
|      | Zi tristă la Balcic Autor: Tonitza, Nicolae           | Datare: 1932 Dimensiuni: 0,650 x 0,700 m Material: Ulei pe carton | Semnat, datat dreapta jos, prin incizie: „N. Tonitza 1932”. | Muzeul „Vasile Pârvan”, Bârlad | Cimec    |
|      | Pe malul Senei Autor: Pallady, Theodor                | Material: ulei pe carton                                          | | Muzeul „Vasile Pârvan”, Bârlad | Cimec    |
|      | Nud pe fotoliul galben Autor: Pallady, Theodor        | Material: ulei pe carton                                          | | Muzeul „Vasile Pârvan”, Bârlad | Cimec    |
|      | Trandafiri de la Văratic Autor: Pallady, Theodor      | Material: ulei pe carton                                          | | Muzeul „Vasile Pârvan”, Bârlad | Cimec    |
|      | Vas alb cu crăițe Autor: Pallady, Theodor             | Material: ulei pe carton                                          | Compoziția tabloului cuprinde câteva elemente recognoscibile și-n alte lucrări cum ar fi crăițele (flori care apar cel mai des în naturile statice ale lui Th. Pallady, cartea cu copertă neagră, panglica șerpuitoaree, repetarea imaginii în oglinda din fundal.                                                                           | Muzeul „Vasile Pârvan”, Bârlad | Cimec    |
|      | Natură statică cu flori roșii Autor: Pallady, Theodor | Material: ulei pe pânză maruflată pe carton                       | Floarea roșie din acest tablou mai apare în lucrarea Flori roșii și rodii de la Muzeul Bruckenthal din Sibiu. Suportul pare a fi aceeași masă octogonală care apare în celălalt tablou Trandafiri de la Văratic. | Muzeul „Vasile Pârvan”, Bârlad | Cimec    |
|      | Cutia neagră Autor: Pallady, Theodor                  | Datare: Ante 1940 Material: ulei pe pânză maruflată               | Motivul cutiei negre cu două despărțituri apare în lucrarea Vasul cu cârciumărese și cutia neagră. | Muzeul „Vasile Pârvan”, Bârlad | Cimec    |
|      | Femeie în roșu Autor: Pallady, Theodor                | Datare: Ante 1940 Material: ulei pe carton                        | Motivul femeii care citește fie o carte fie un ziar apare frecven: Noutățile zilei, Rochia albastră (același personaj aproape identic, picior peste picior). | Muzeul „Vasile Pârvan”, Bârlad | Cimec    |
|      | Autoportret Autor: Pallady, Theodor                   | Material: tehnică mixtă pe carton                                 | Autoportretele lui Th. Pallady din perioada 1940-1942 au o notă comună și anume aceeași expresie intristată. | Muzeul „Vasile Pârvan”, Bârlad | Cimec    |
|      | Căruță cu coviltir Autor: Pallady, Theodor            | Datare: Post 1940 Material: acuarelă pe hârtie                    | Motivul căruței cu coviltir se regăsește în mai multe desene acurelate ce se află la Cabinetul de atampe al MNAR și face parte din desenele realizate în Bucureștiul postbelic. | Muzeul „Vasile Pârvan”, Bârlad | Cimec    |
|      | Cu birja Autor: Pallady, Theodor                      | Datare: 1945 Material: tehnică mixtă pe carton                    | Desenul de față face parte din seria de desene reprezentând detalii din Bucureștiul în construcție postbelic, din parioada în care Pallady este obligat de izbucnirea războiului să rămână în București. Motivele "calul", "birja" apar destul de des în lucrări aprținând unor colecții publice sau private în compoziții aproape identice. | Muzeul „Vasile Pârvan”, Bârlad | Cimec    |

## Fond
| Foto | Informații generale                                    | Detalii tehnice                                                        | Descriere | Deținător                      | Legături |
| ---- | ------------------------------------------------------ | ---------------------------------------------------------------------- | --- | ------------------------------ | -------- |
|      | Tânǎrǎ pieptǎnându-se Autor: Tonitza, Nicolae          | Datare: 1935-1937 Dimensiuni: 0,280 x 0,210 m Material: Tuș pe hârtie  | Semnat dreapta jos, cu negru: „Tonitza”. | Muzeul „Vasile Pârvan”, Bârlad | Cimec    |
|      | Fiul pădurarului Autor: Tonitza, Nicolae               | Datare: 1926-1927 Dimensiuni: 0,300 x 0,300 m Material: Ulei pe carton | Semnat dreapta sus, cu brun roșcat: „Tonitza”. | Muzeul „Vasile Pârvan”, Bârlad | Cimec    |
|      | Cap de expresie (Cap de copil) Autor: Tonitza, Nicolae | Datare: 1926-1927 Dimensiuni: 0,210 x 0,180 m Material: Ulei pe carton | Semnat dreapta sus, cu negru: „Tonitza”. | Muzeul „Vasile Pârvan”, Bârlad | Cimec    |
|      | Portret Autor: Tonitza, Nicolae                        | Dimensiuni: 0,290 x 0,150 m Material: Tuș și acuarelǎ pe carton        | Portret de turcoică. Vestimentația redatǎ prin tuș negru, fundalul maroniu al suportului și bulinele verzi, acuarelǎ. Ștampilǎ de atelier stânga jos, semnǎtura „Tonitza” cu tuș negru, dreapta: sigla „D”. | Muzeul „Vasile Pârvan”, Bârlad | Cimec    |
|      | Cap de dansatoare Autor: Tonitza, Nicolae              | Datare: 1925-1927 Dimensiuni: 0,400 x 0,300 m Material: Ulei pe carton | Semnat dreapta sus, cu negru: „Tonitza”. | Muzeul „Vasile Pârvan”, Bârlad | Cimec    |
|      | A. Lerhman Autor: Tonitza, Nicolae                     | Datare: 1934 Dimensiuni: 0,870 x 0,680 m Material: Ulei pe carton      | Portret: A. Lerhman, cunoscut colecționar al artistului. Semnat, datat dreapta jos, cu roșu „Tonitza, 1934”.                                                                                                | Muzeul „Vasile Pârvan”, Bârlad | Cimec    |